# Protector del braç militar
El protector del Braç militar de Catalunya era el principal d'entre els oficials que regien aquesta institució catalana, que aplegava els membres de l'estament nobiliari fora de les celebracions de Corts, i que tenia una composició més àmplia que el Braç militar a les Corts, ja que incloïa també els ciutadans honrats.
Segons les Ordinacions del Braç Militar, de 29 de juny de 1602, aquesta institució estava dotada d'un òrgan de govern (la Junta d'Oficials) format pel protector, el clavari (o tresorer), sis consellers i un síndic. El protector, com tots els altres càrrecs, era escollit per escrutini amb una duració de dos anys, amb la finalitat d'administrar i regir el Braç, confeccionar les propostes a sotmetre a les reunions i, en cas de presidir el Braç, llegir-la. Tenia la potestat de reunir el clavari, els sis consellers i el síndic sempre que ho demanés algun membre del Braç.
Per ocupar el càrrec de protector calia lliurar una garantia o "ferma" de 1.000 ducats als consellers. Segons les Ordinacions, el protector era la "persona més priminent" i, per això, presidia les reunions del Braç, llevat que assistís a la reunió algun noble titulat, ja fos duc, marquès o comte, que era la persona que presidia la reunió, per davant del protector. A finals del segle xvii, tanmateix, es varen produir certes tensions, en pretendre el Braç que la presidència correspongués en tot cas al protector, precedint a tots els nobles, a excepció de les grandeses.
La figura del protector del Braç militar adquirí progressivament rellevància, en paral·lel amb l'increment de la influència del Braç militar en l'entramat institucional català i en consonància amb la influència d'aquesta institució en passar a formar part, amb la Diputació i el Consell de Cent, de la Conferència dels Tres Comuns.
Quan, durant l'assalt a Barcelona de l'11 de setembre de 1714, el conseller en cap Rafael Casanova caigué ferit, qui tenia al costat i recollí el penó de Santa Eulàlia fou el protector del Braç militar, Joan de Lanuza i Oms, comte de Plasència.

## Protectors del Braç militar fins al 1714
Fonts: Fluvià 1966 - Martí 2009
- 1602 – 1604: Onofre Alentorn i Oms. Senyor de Seró i de la Donzell
- 1604 – 1623: Alexandre Alentorn i Botella. Senyor de Seró i de la Donzell
- 1623 – 1625: Josep de Bellafilla i Llor

- 1625 – 1627: Lluís de Corbera i Oliver. Baró de Llinars

- 1627 – 1629: Francesc Sagarriga Icart. Baró de Creixell

- 1629 – 1631: Lluís Descatllar i Desbac. Varvassor de Besora

- 1631 – 1633: Lluís Boixadors i Llull

- 1633 – 1635: Gerald de Peguera i Llaudes. Senyor de Foix

- 1635 – 1637: Francesc Argensola-Copons i Montsuart. Senyor d'Argençola

- 1637 – 1639: Lluís Boixadors i Llull

- 1639 – 1641: Francesc Vilalba i Fàbregues. Senyor de Guspí

- 1641 – 1643: Domènec de Moradell

- 1643 – 1645: Pere Aimeric i Cruïlles de Santa Pau. Senyor d'Aiguafreda

- 1645 – 1647: Francesc Cartellà-Malla i Sabastida. Senyor de Curull

- 1647 – 1648: Pere Desbosc-Santvicenç i Desbosc. Baró de Vilassar

- 1648 – 1653: Sebastià Miralles

- 1653 – 1655: Jacint Vilanova

- 1655 – 1657: Antoni de Perapertusa i Vilademany-Cruïlles de Santa Pau-Oms. II Vescomte de Joc, Baró de Gelida i de Rupit

- 1657 – 1659: Joan de Marimon i Cartellà de Farners. Senyor de Cerdanyola

- 1659 – 1659: Ramon Copons i Tamarit. Baró de Bollidor

- 1659 – 1661: Francesc Orís i Tafurer. Baró d'Orís i Senyor de Vallgornera

- 1661 – 1663: Felicià Saiol i Barberà

- 1663 – 1665: Carles Calders de Vilafranca i Lleu. Baró consort de Vilassar

- 1665 – 1667: Francesc Sala

- 1667 – 1669: Josep Lanuza i Rocabertí. III Comte de Plasència, Vescomte de Roda i de Perellós, Baró de Montbui

- 1669 – 1671: Frederic Desbosc de Santvicenç i Guimerà-Papiol. Baró de Vilassar

- 1671 – 1673: Lluís Sabater i Montaner. Senyor de Benavent

- 1673 – 1675: Bernat Aimeric-Cruïlles de Santa-Pau i d'Oluja Claret. I marquès d'Aimeric i senyor d'Aiguafreda

- 1675 – 1677: Josep Ferreres

- 1677 – 1679: Joan Sarriera-Gurb i Descatllar. I Comte de Solterra

- 1679 – 1681: Guillem Rocafull i Rocabertí. XXIV Vescomte de Rocabertí,  IV Marquès d'Anglesola, VI Comte de Peralada, Gran d'Espanya, III Comte d'Albatera, III Baró de Bétera, Comte de Santa Maria de Formiguera, Baró de Vilademuls

- 1681 – 1683: Carles Llupià i Roger. Marquès de Llupià, Vescomte de Castellnou

- 1683 – 1685: Josep Agulló i Pinós. Posteriorment, I Marquès de Gironella

- 1685 – 1687: Bernat-Agustí López de Mendoza Pérez de Pomar. II Comte de Robres, Baró de Sangarren, Marquès consort de Vilanant

- 1687– 1689: Francesc Blanes i Desbac-Descatllar. VI Comte del Castell de Centelles, Gran d'Espanya

- 1689 – 1691: Manuel Sentmenat i Lanuza. Primer Marquès de Castelldosrius, Gran d'Espanya, XVII Baró de Santa Pau, Varvassor de Montescot

- 1691 – 1693: Joan d'Amat i Despalau. Senyor de Castellbell

- 1693 – 1695: Carles Llupià i Roger. Marquès de Llupià, vescomte de Castellnou

- 1695 – 1697: Pere Cartellà i Desbac. Primer marquès de Cartellà

- 1697 – 1699: Josep Galceran de Pinós i Rocabertí. Primer Marquès de Santa Maria de Barberà

- 1699 – 1701: Narcís Descatllar i Sarriera. Primer Marquès de Besora

- 1701 – 1702: Josep Terré i Granollachs

- 1702 – 1704: Felicià de Cordelles i Ramanyer. Primer marquès de Mura

- 1704 – 1706: Pere Torrelles i Sentmenat. Primer marquès de Torrelles, baró de la Roca

- 1706 – 1708: Josep Galceran de Pinós i Rocabertí. Primer Marquès de Santa Maria de Barberà

- 1708 – 1710: Josep Galceran de Cartellà i Sabastida. Baró de l'Albi, de Cervià i de Falgons

- 1710 – 1712: Francesc Blanes i Desbac-Descatllar. VI Comte del Castell de Centelles, Gran d'Espanya

- 1712 – 1714: Joan Lanuza i Oms. IV comte de Plasència, Gran d'Espanya, vescomte de Roda i de Perellós, Baró de Montbui